# Powiat postawski

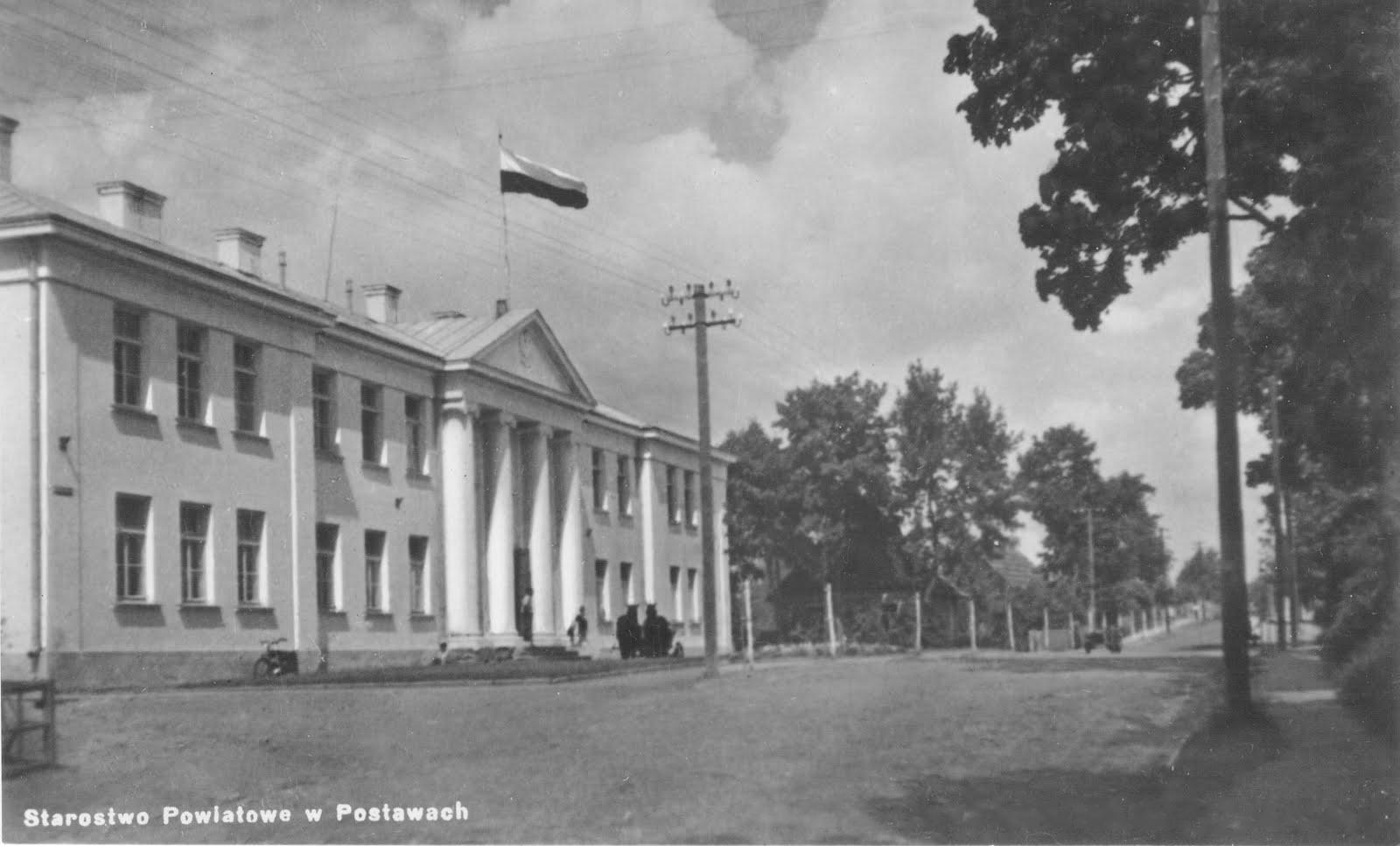
Budynek starostwa powiatowego w Postawach w 1930 roku

Powiat postawski – jeden z 8 powiatów województwa wileńskiego II Rzeczypospolitej. Jego siedzibą było miasto Postawy. Został utworzony 1 stycznia 1926 r. z terenów zniesionego powiatu duniłowickiego oraz trzech gmin powiatu święciańskiego. W 1931 r. starostą był Wiktor Niedźwiecki, a w 1939 r. starostą Tadeusz Wielowieyski, a Komendantem Powiatowym Policji Ludwik Mańkiewicz.

## Gminy
- Duniłowicze
- Jasiew[3][4]
- Kobylniki[3]
- Łuck (do 1927)
- Łuczaj
- Mańkowicze (od 1927 Hruzdowo)[5]
- Miadzioł
- Kozłowszczyzna (od 1927)[6]
- Miadzioł
- Norzyca[7].
- Postawy
- Wołkołata
- Woropajewo[8]
- Zanarocze[3][4]
- Żośna

## Starostowie
- Wiktor Niedźwiecki (1931)
- Bronisław Korbusz (1936)[9]
- Tadeusz Wielowieyski (1938, 1939)